# هانا داد (بازیگر)
هانا فرانچسکا کیتی داد (انگلیسی: Hannah Francesca Katie Dodd؛ زادهٔ ۱۷ مه ۱۹۹۵) بازیگر، رقصنده و مدل انگلیسی است. او پیش از آغاز فعالیت حرفه‌ای خود در مدلینگ و سپس بازیگری، در رشتهٔ رقص آموزش دیده بود. نخستین نقش‌آفرینی او در مجموعهٔ نوجوانانهٔ یافتنم در پاریس محصول هولو (۲۰۱۸–۲۰۲۰) بود. او از سال ۲۰۲۴ با ایفای نقش فرانچسکا در درام تاریخی نتفلیکس، بریجرتون شناخته شد. داد در مه ۲۰۲۵ با بازی در نقش سالی بولز در نمایش کاباره در کیت کت کلاب برای نخستین بار روی صحنهٔ وست اند حضور یافت.

## اوایل زندگی
داد در کولچستر به دنیا آمد و در لیونهیث در مرز اسکس–سافک بزرگ شد. او در آکادمی اورمیستون سدبوری تحصیل کرد. از دو سالگی به رقص پرداخت. پیش از ورود به دانشگاه، دوره‌ای را در کالج بنیادین ایولوشن گذراند که اکنون از حامیان آن به‌شمار می‌رود. سپس در سال ۲۰۱۷ با مدرک کارشناسی هنر در رشتهٔ رقص نمایشی از لاندن استودیو سنتر فارغ‌التحصیل شد.